# 埃文斯嶺
埃文斯嶺（英語：Evans Ridge）是南極洲的山嶺，位於維多利亞地的博克格雷溫克海岸，屬於勝利山脈的一部分，長22公里，處於米德韋冰川和麥凱勒冰川之間，美國地質調查局根據測量和該國海軍的空中照片繪入地圖，現時由南極條約體系管理。

## 外部連結
. . United States Geological Survey.   [2012-03-09].
72°7′S 166°54′E / 72.117°S 166.900°E